# Schloss Pöckstein

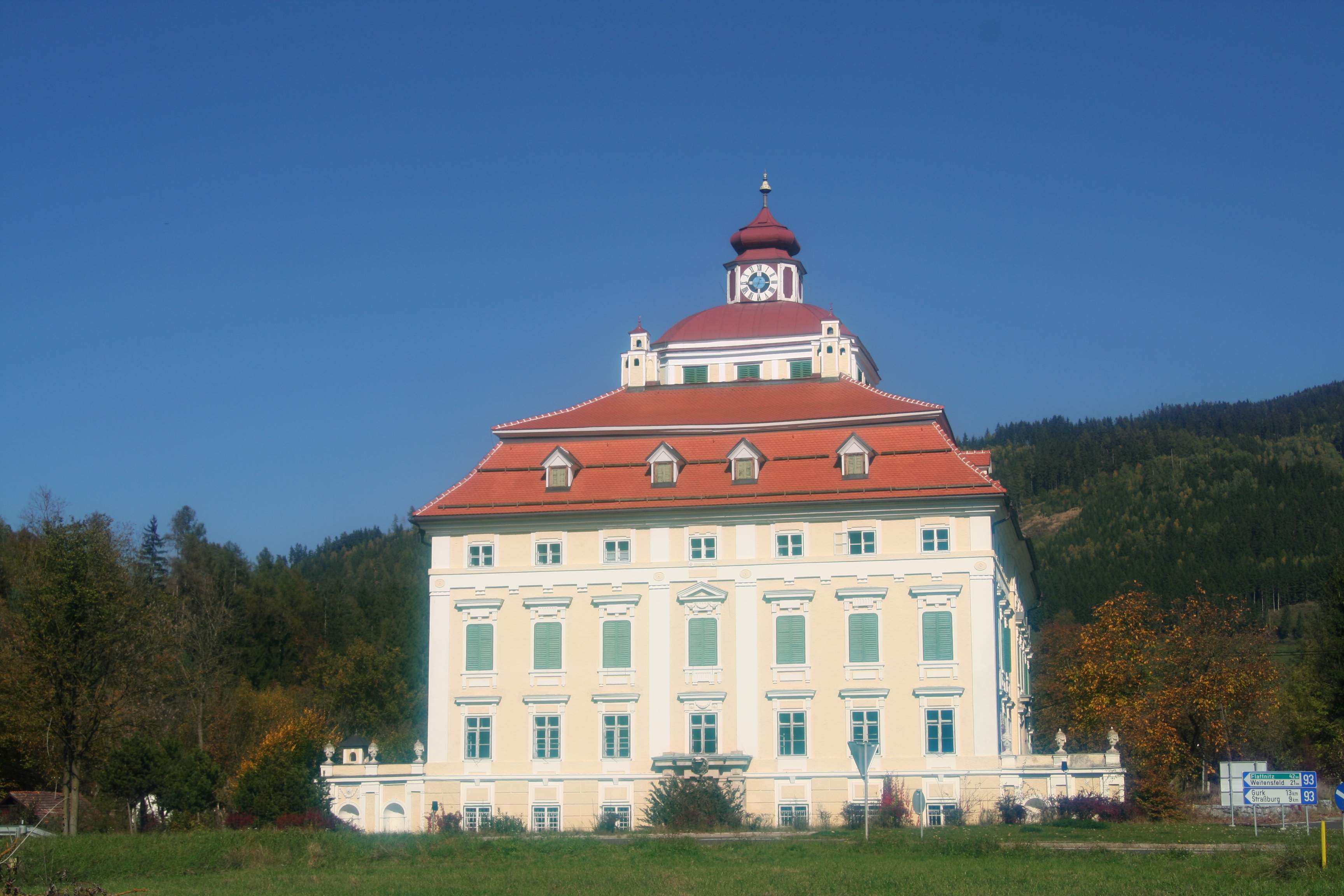
Schloss Pöckstein (2007)

Schloss Pöckstein ist ein frühklassizistisches Schloss am Eingang des Kärntner Gurktales. Die ehemalige Bischofsresidenz gilt als bedeutendster klassizistischer Bau Kärntens.
Das Schloss steht in der Gemeinde Straßburg an der Mündung der Metnitz in die Gurk, weshalb die Ortschaft auch Pöckstein-Zwischenwässern heißt.

## Geschichte

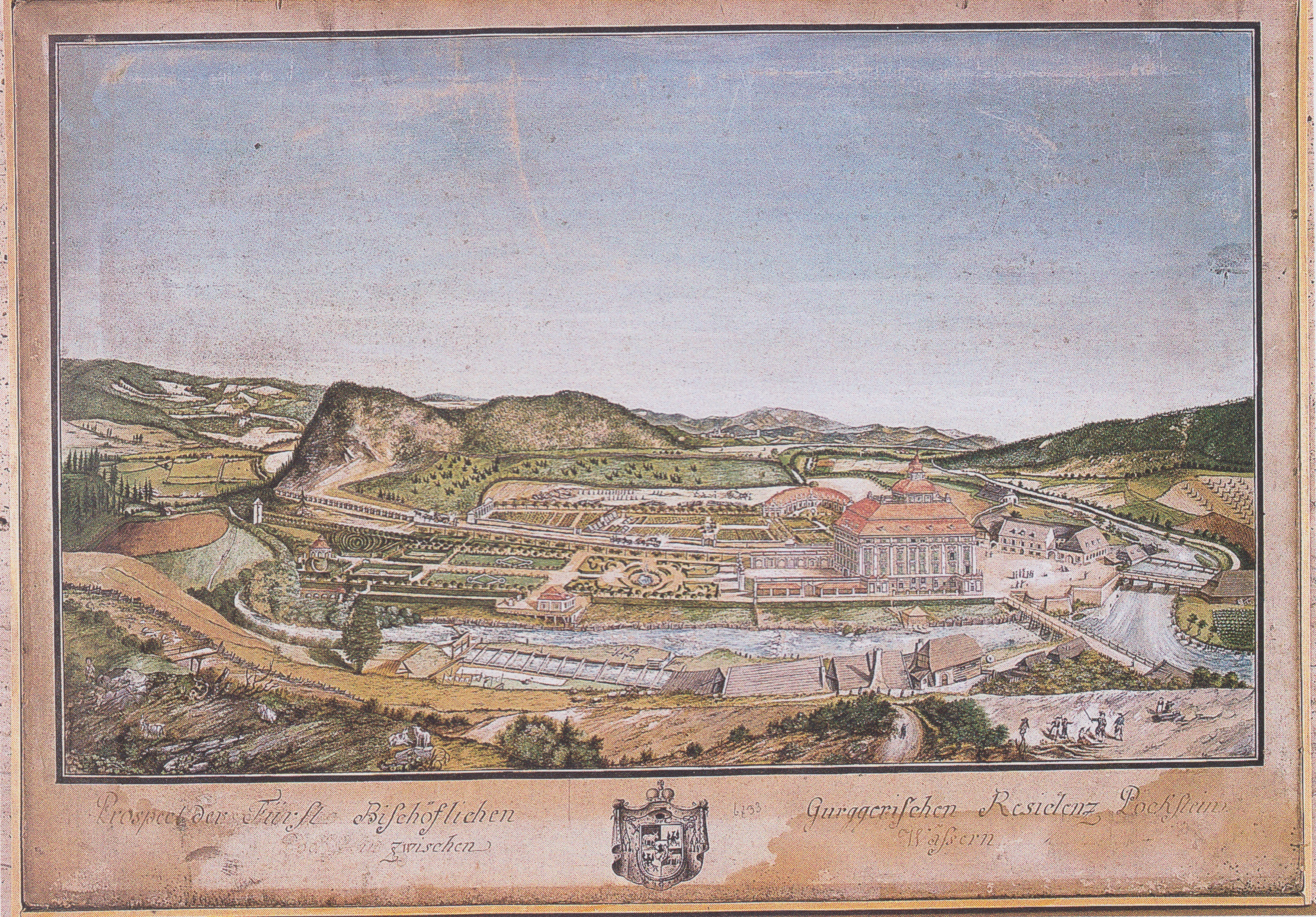
Darstellung der Gesamtanlage aus der Gründungszeit des Schlosses (de Reinfröde 1783)

Wenige hundert Meter westlich des heutigen Schlosses befand sich im 12. Jahrhundert die Burg Pöckstein. An der Stelle des Schlosses, wo der alte Verkehrsweg des Schrägen Durchganges eine Engstelle passiert, bestand von 1606 an ein Eisenhammerwerk mit zugehörigem Herrenhaus. Nachdem die Straßburg durch ein Erdbeben 1767 beschädigt worden war, ließ der Gurker Bischof Joseph Franz Anton von Auersperg dieses Gebäude niederreißen und Schloss Pöckstein von 1778 bis 1782 vom Salzburger Architekten Johann Georg von Hagenauer errichten. 1783 wurde die Residenz der Bischöfe von Gurk von Straßburg hierher verlegt, bereits 1787 wurde der Bischofssitz durch Bischof Franz II. Xaver von Salm-Reifferscheidt-Krautheim wieder neu bestimmt und nach Klagenfurt verlegt.
Die Ausstattung des frühklassizistischen Schlosses stammt vom Bruder des Architekten, dem Bildhauer Johann Baptist von Hagenauer, sowie von dem Maler Franz Wagner und dem Stuckateur Martin Karl Keller. Im Zweiten Weltkrieg wurde das Schloss durch Bombentreffer beschädigt, danach wieder originalgetreu instand gesetzt.
Pöckstein war noch bis 2007 im Besitz des Bistums Gurk, bis 2002 Sitz der bischöflichen Forstverwaltung und diente zeitweise als Sommersitz der Bischöfe.

## Verkauf und Renovierung
Im August 2007 wurde das sanierungswerte und teilweise feuchte Gebäude an eine Firma des Geschäftsmannes Dante Buzzi verkauft. Die Lage an der Friesacher Schnellstraße galt als nachteilig. Nach dem Konkurs dieser Firma hat 2012 eine Vermietungs- und Verwertungsgesellschaft, die inzwischen Schloß Pöckstein Betriebs GmbH heißt, das Schloss erworben. Eigentümer sind die M&T Plan Telsnig GmbH mit 50 Prozent und Irmgard und Thomas Telsnig zu je 25 Prozent. Die Familie Telsnig baut die Anlage zu einem multifunktionellen Kulturzentrum aus. Zu Führungen ist das Schloss  geöffnet.

## Das Gebäude

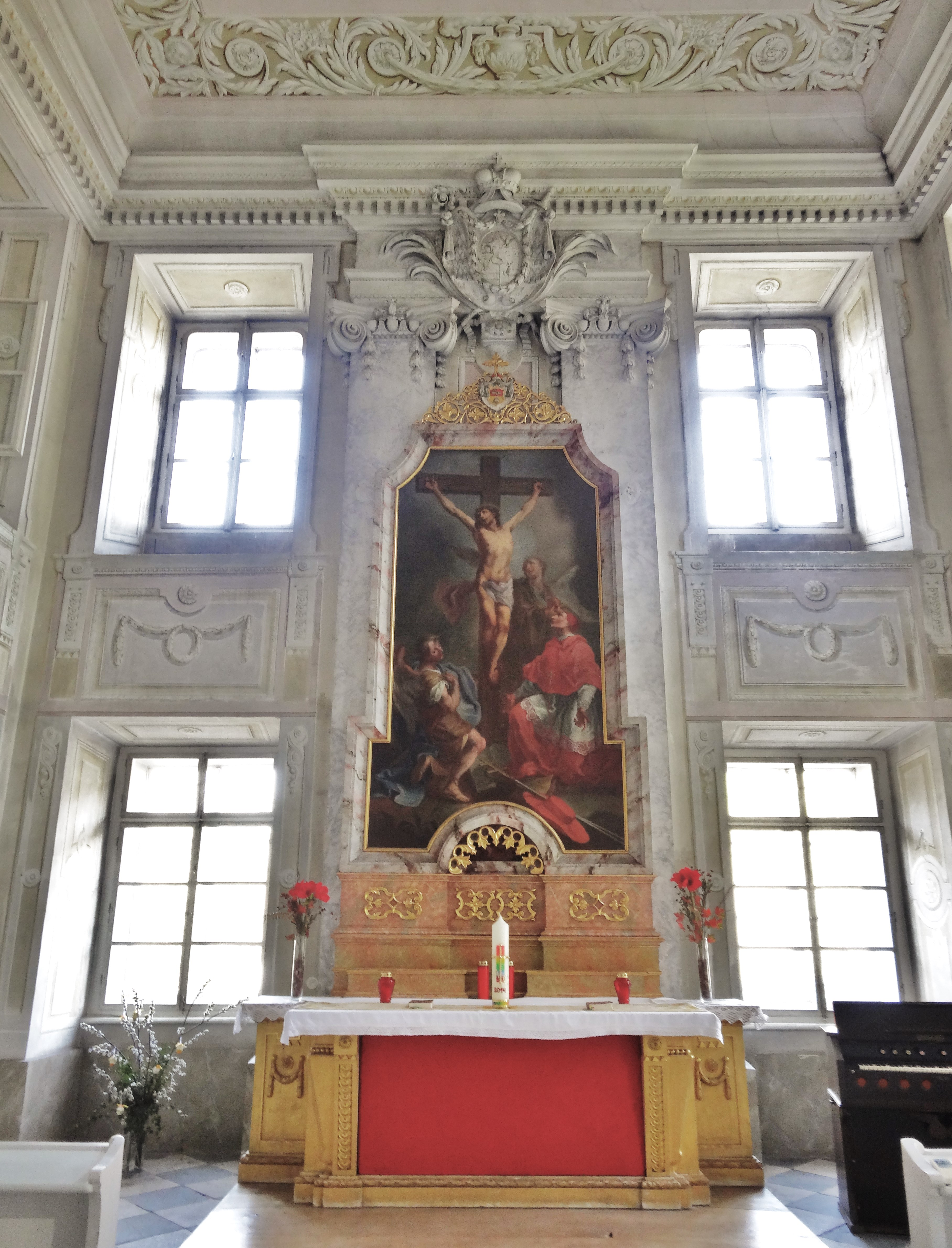
Schlosskapelle, Blick gegen den Altar

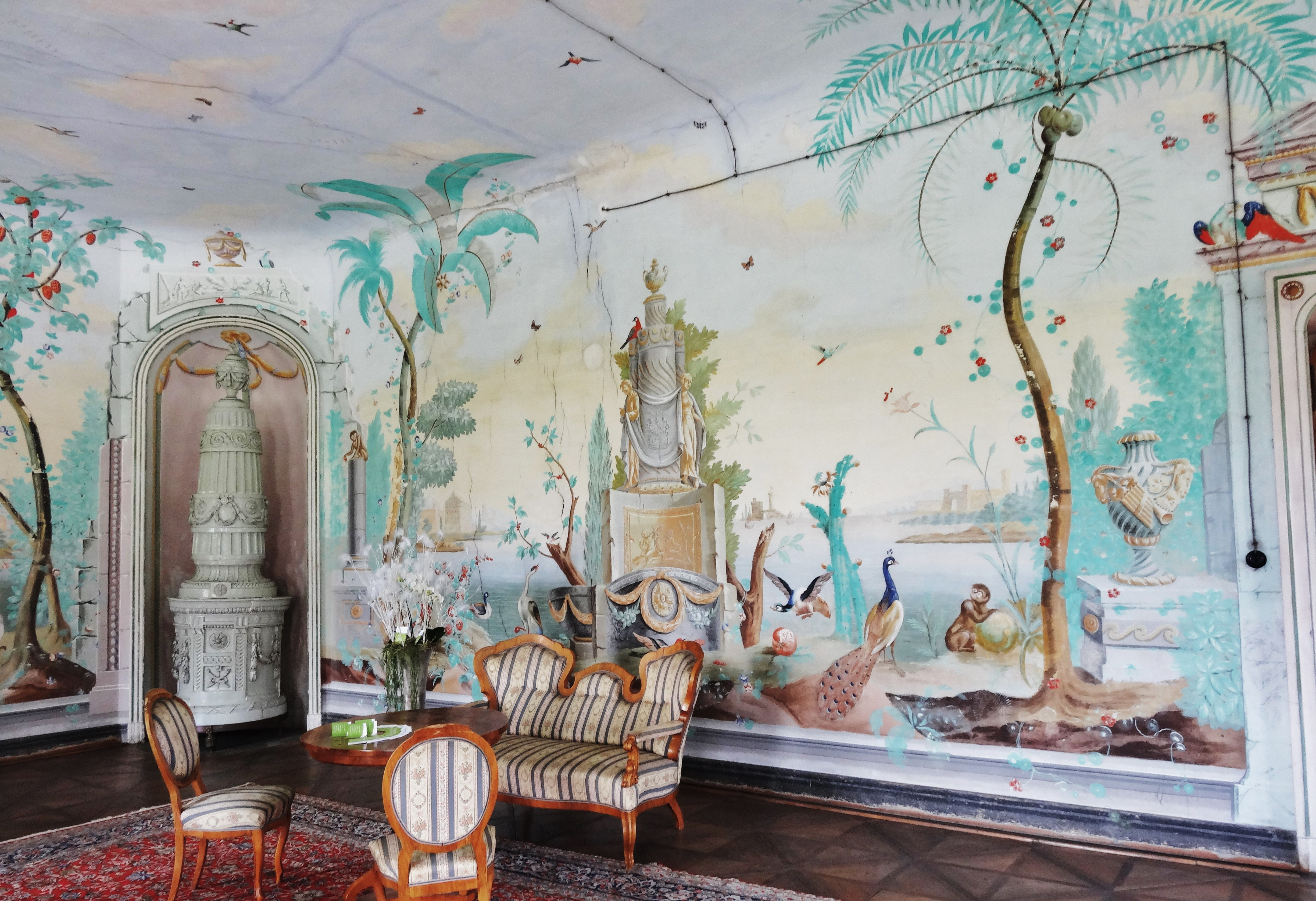
Blick in den Speisesaal

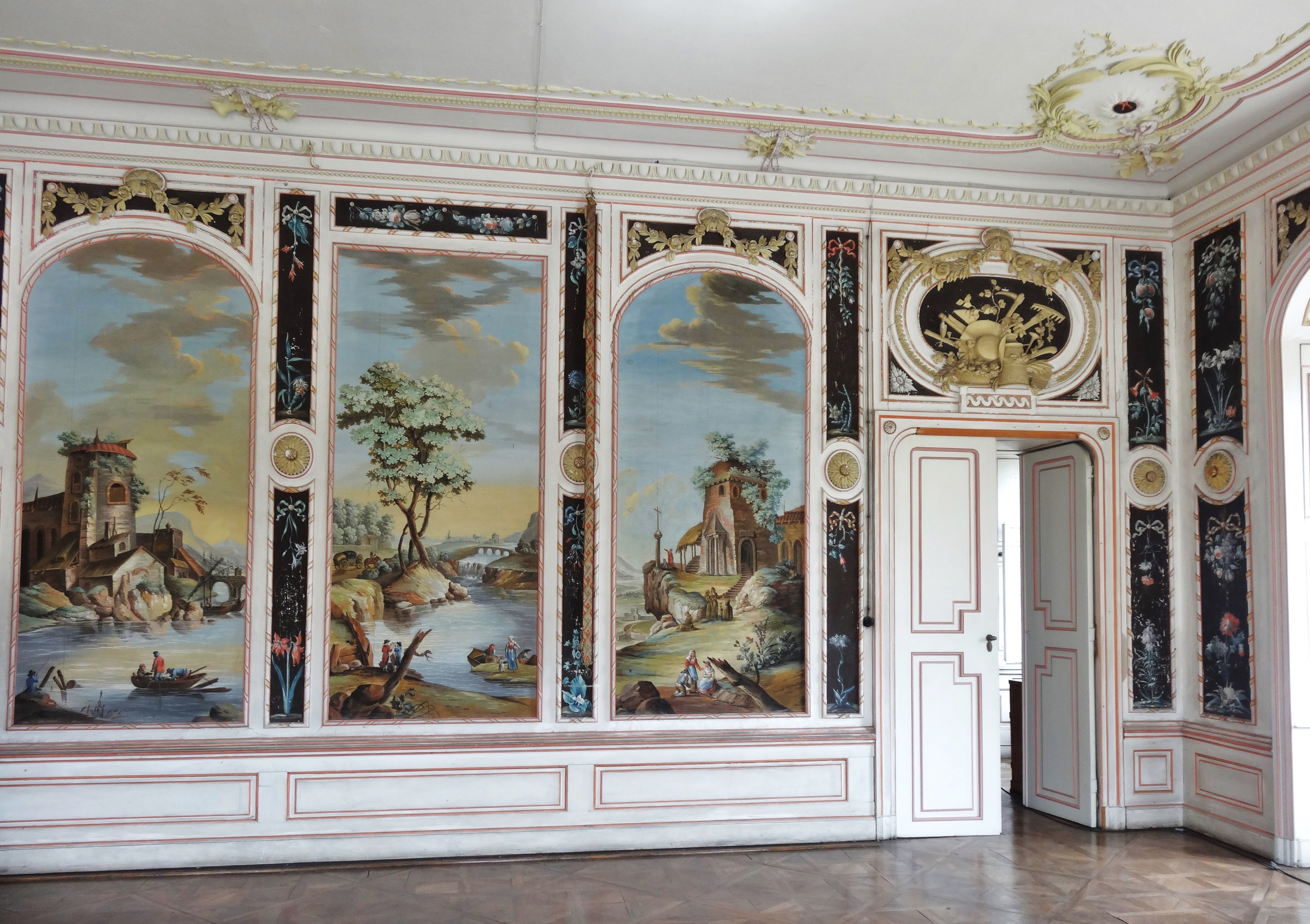
Teilansicht des Empfangssaales

Das Schloss ist ein großer, viergeschoßiger Kastenbau über einem rechteckigen Grundriss (7- bzw. 8-achsig). Die formale Gestalt ist die eines Stöckls (d. h. es hat nur ein Dach, keinen Innenhof, was bei einem Gebäude dieser Größe selten ist). Das vierte Geschoß ist als Zwerggeschoß durch eine Putzfasche optisch abgetrennt. Im Mansarddach befindet sich der Stiegenaufgang zur Laterne. Das Mansarddach selbst ist nicht ausgebaut. In diesem ist eine Belichtung durch Dachgaupen möglich. Über dem Dach erhebt sich die turmartige Laterne, die wiederum von einem Dachreiter mit Uhr und Zwiebelhelm bekrönt ist. In der Laterne befand sich ursprünglich das Billardzimmer sowie ein Sommersalon. An den Ecken der zweiten Mansardenstufe treten die vier turmartigen Kamine aus.
Im Erdgeschoß liegen die Räume für die Bediensteten. Im ersten Obergeschoß befindet sich der Eingang zur Kapelle, die sich über zwei Geschoße erstreckt. Die Flachdecke hat eine gemalte Scheinkuppel. Die Wände sind reich mit plastischen und gemalten klassizistischen und Zopfstilelementen gegliedert. Das Altarbild ist eine Kreuzigung im Stil des Kremser Schmidt.
Bemerkenswert sind die Prunkräume im zweiten Geschoß. Besonders der Speisesaal ist mit Illusionsmalerei exotischer Tiere und Pflanzen von Franz Wagner ausgestattet, noch durchaus im barocken Stil. Ebenfalls reich mit Stuck und Malerei ausgestattet sind das Eintrittszimmer, das Nobelantichambre und der Empfangssaal.
Auch technisch war das Schloss schon zur Bauzeit modern ausgestattet. Das Heizsystem war so angelegt, dass auf dem Dach nur noch die vier erwähnten Kamine nötig waren. Ebenso wurde das Regenwasser des Daches aufgefangen und in Behälter auf dem Dachboden geleitet. Von diesen Behältern aus wurden die Aborte gespült.

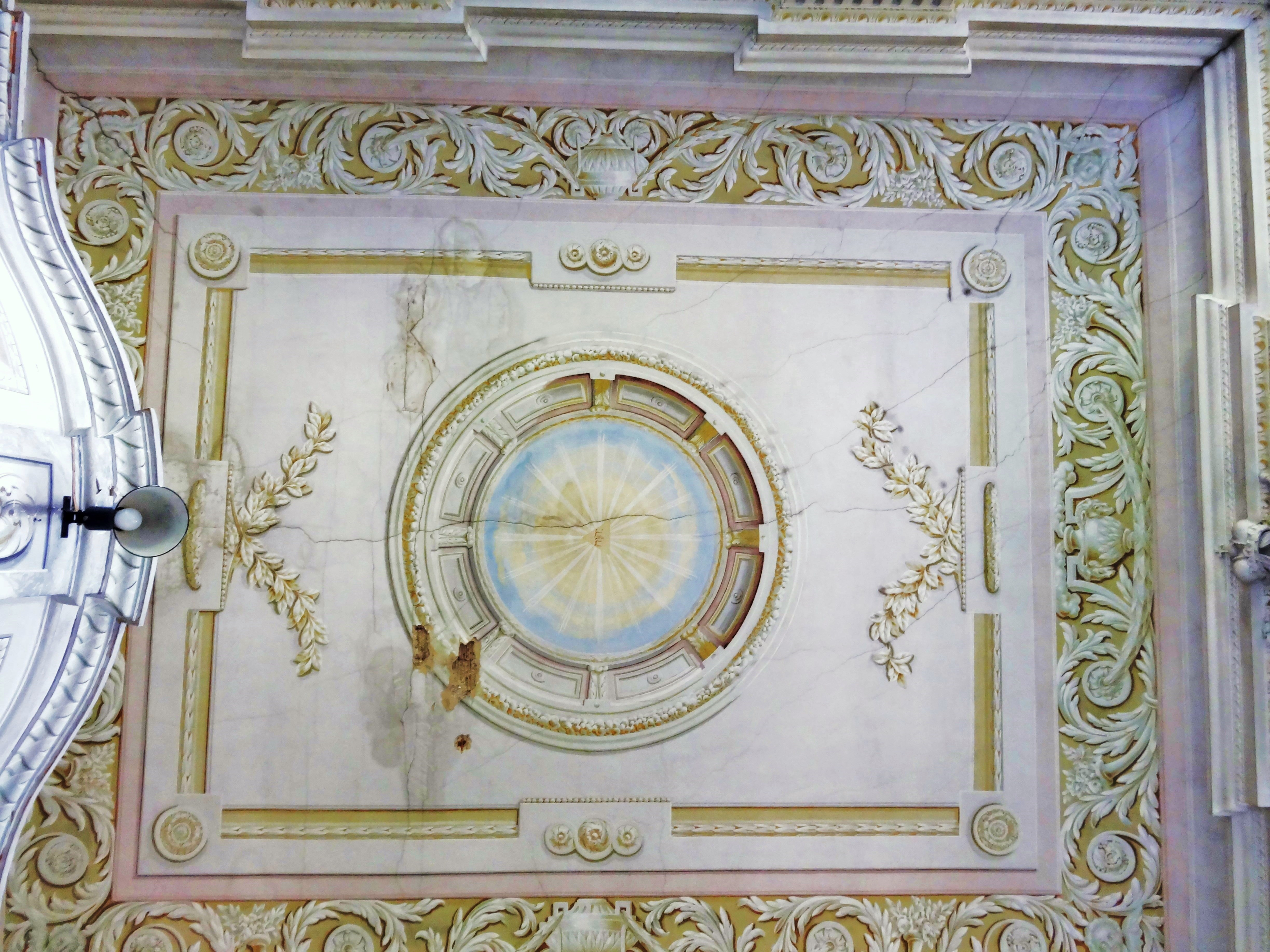
Decke der Schlosskapelle mit gemalter Scheinkuppel
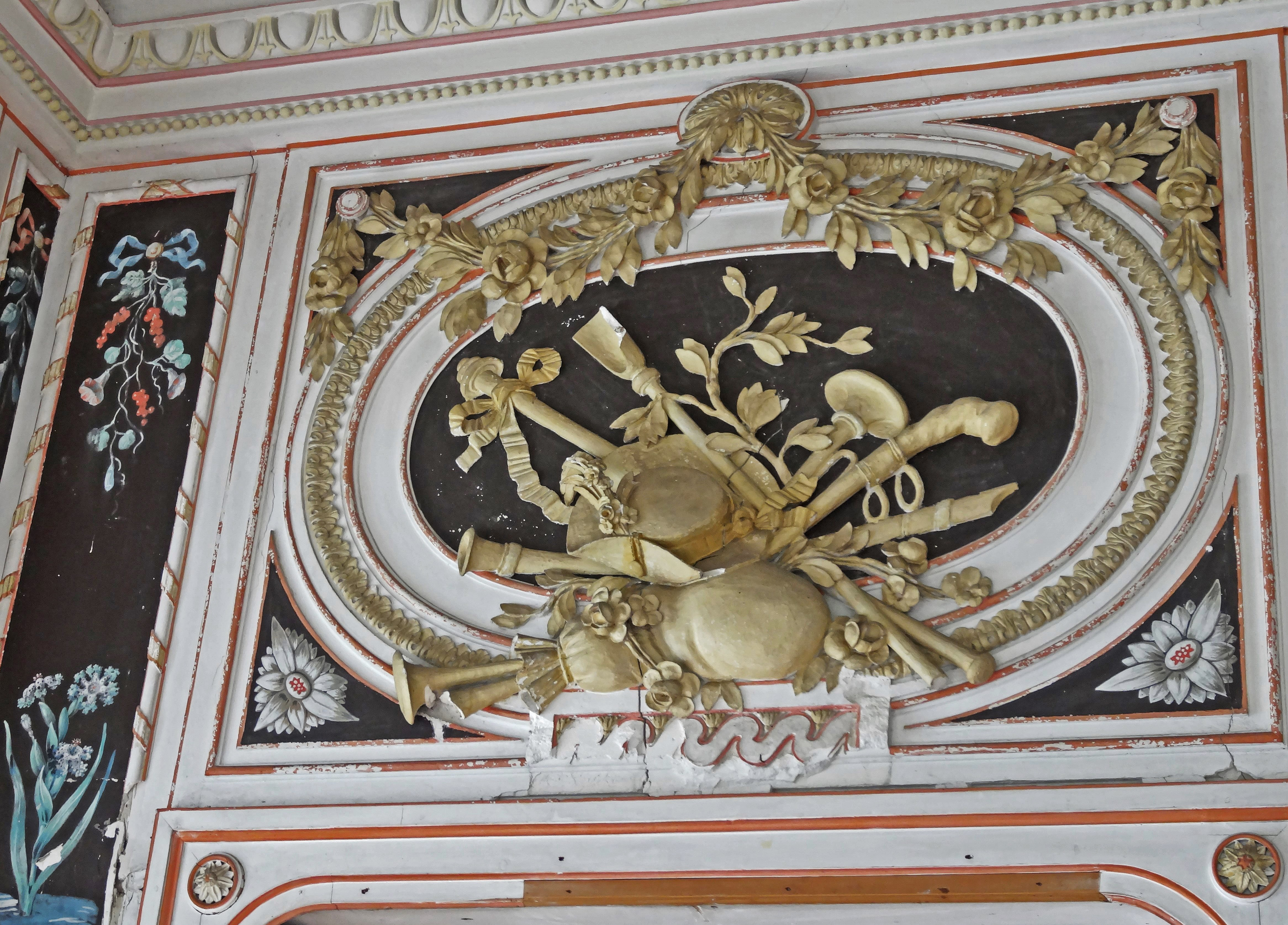
Die Schäferei symbolisierendes Stuckornament im Empfangssaal
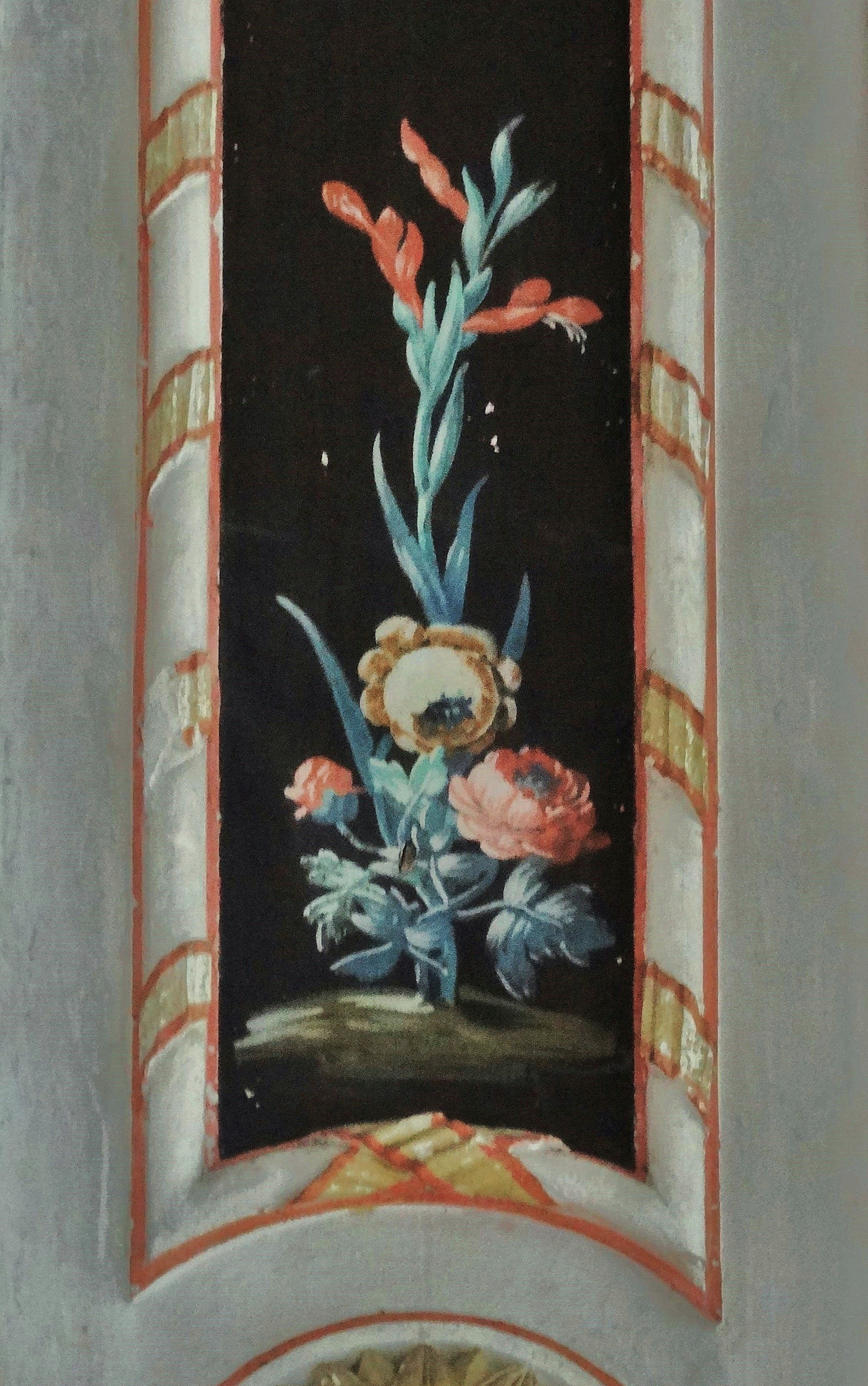
Blumen-Dekor im Empfangssaal
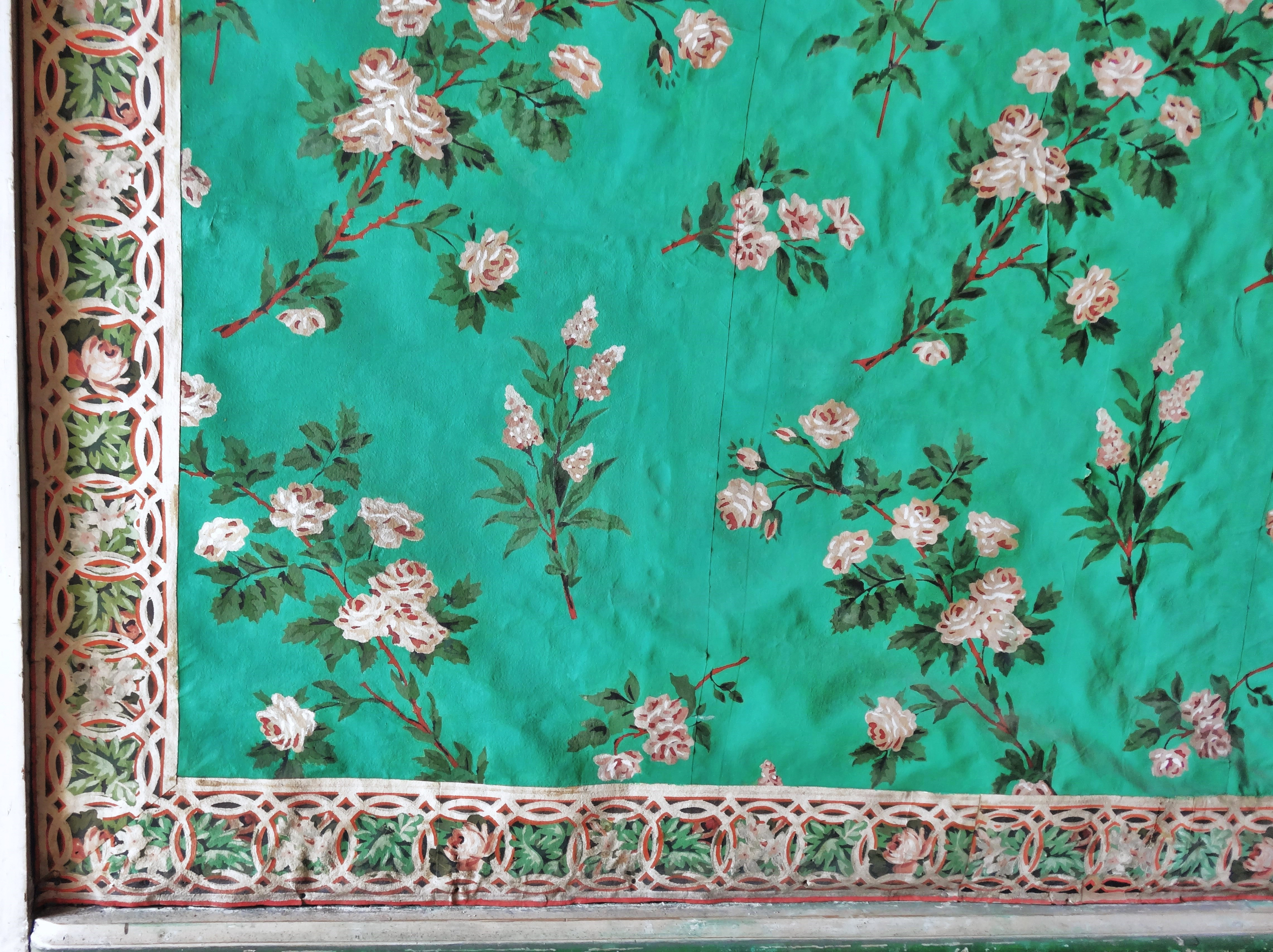
Handgemalte Tapete (Schablonenmalerei) in einem der Prunkräume

## Die Gartenanlagen

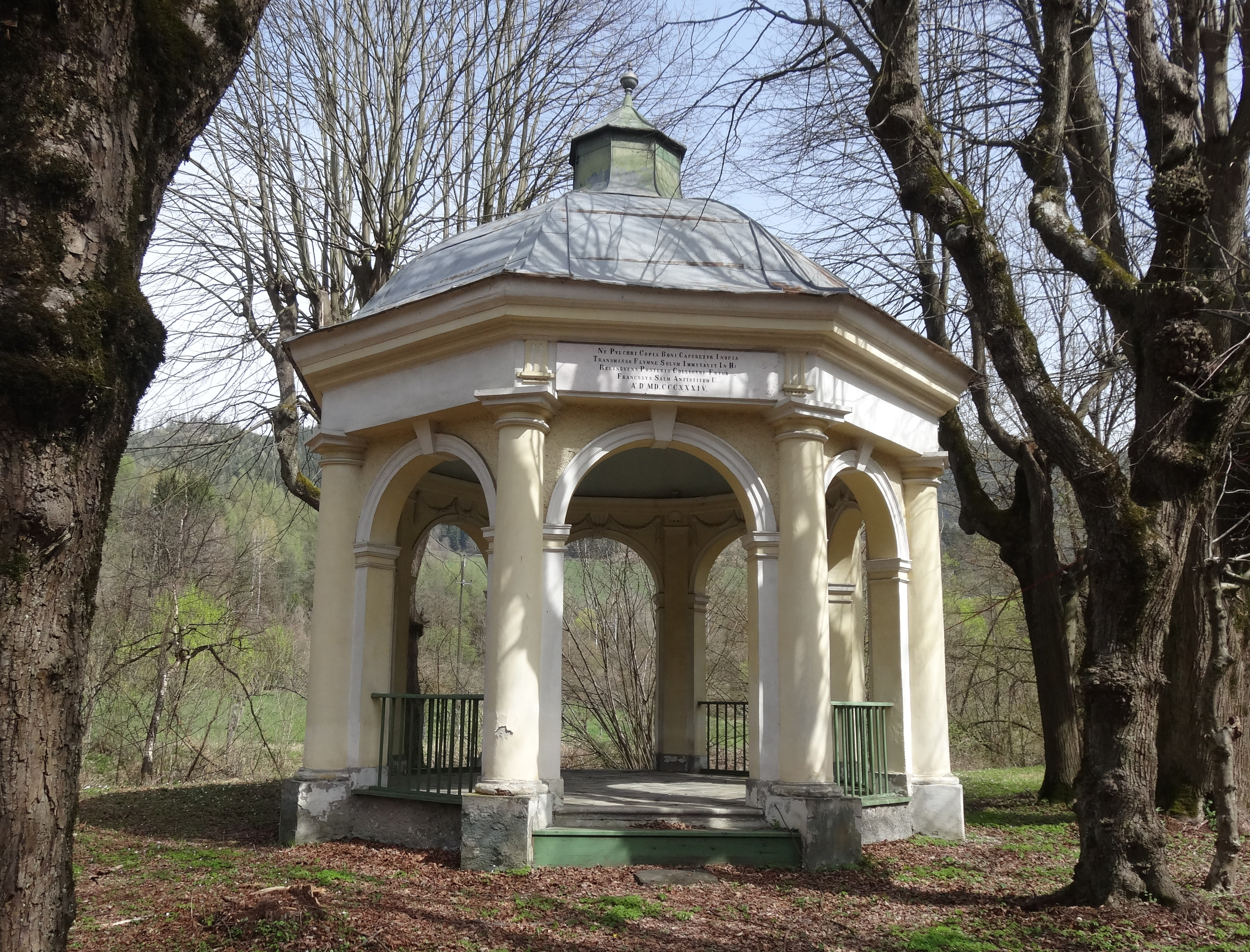
Der Monopteros

Von den ausgedehnten Gartenanlagen, die von Hagenauer im Stil eines französischen Parks angelegt waren, sind nur noch Reste erhalten, wie die Geräteschuppen und die Kegelbahn. Hervorzuheben ist der klassizistische tempelartige Pavillon (Monopteros) über polygonalem Grundriss mit Säulen, im Inneren mit Stuckornamenten im Zopfstil. Auch die Gartenanlage ist in der Anlage des Prunk- und Ziergartens teilweise erhalten. Der nordöstlich anschließende Landschaftspark ist nur in Resten lesbar, und seine Fortsetzung am anderen Metnitz-Ufer heute Baumgarten. Die Zier- und Gemüsegärtnerei, östlich jenseits der Straße, hatte ein oktogonales Gebäude mit Sala terrena und Pfirsichhaus, das in den 1930ern noch stand. Heute ist dort nur mehr Wiesenfläche. Ungeachtet der vergleichsweise schlechten Erhaltung gehört der Park zu den bedeutenderen gartenarchitektonischen Denkmalen Österreichs und steht als solches unter Denkmalschutz (Nr. 8 im Anhang zu § 1 Abs. 12 DMSG, Bischöflicher Residenzgarten Zwischenwässern).

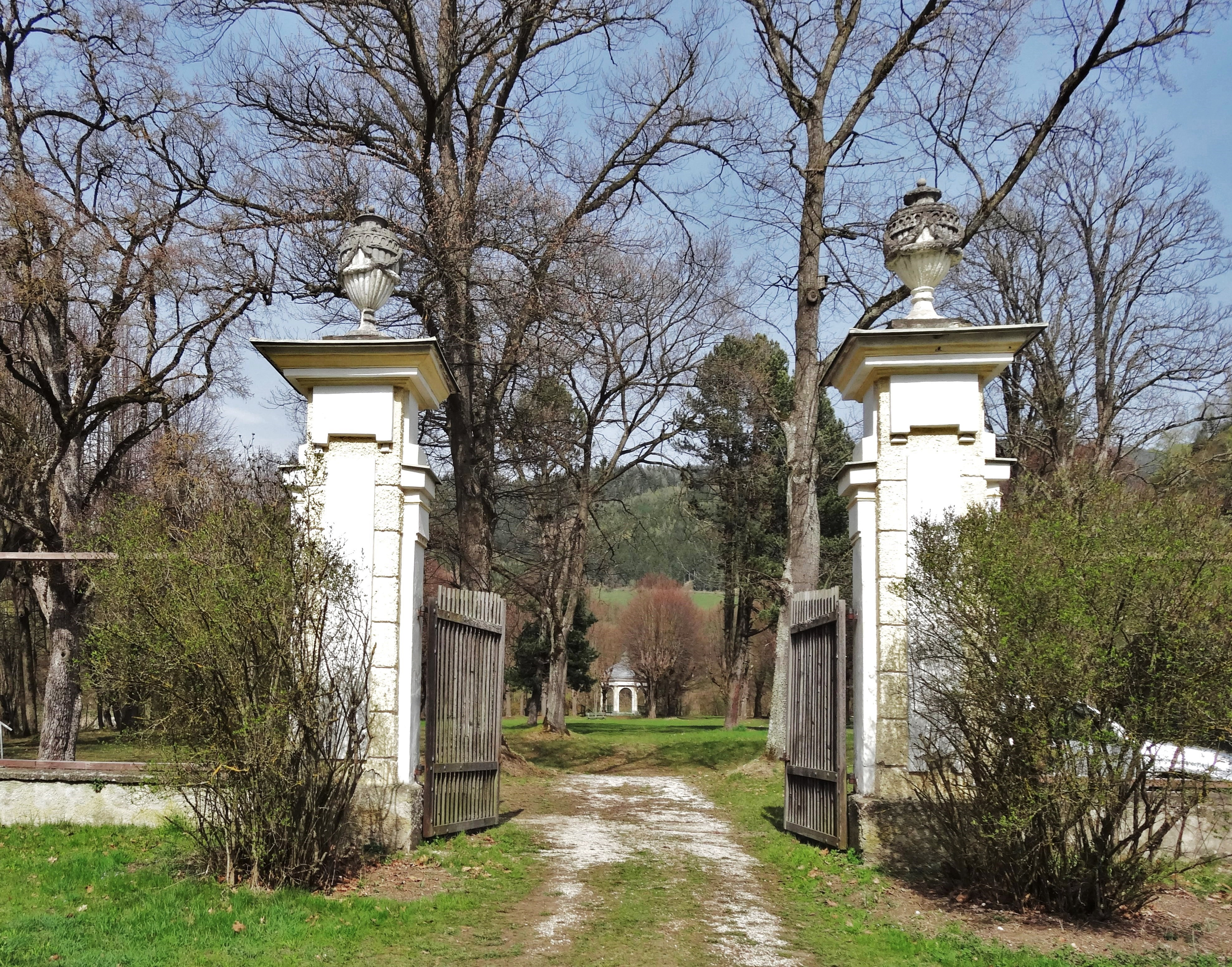
Blick vom Schlosshof in den Park. Im Hintergrund der Monopteros
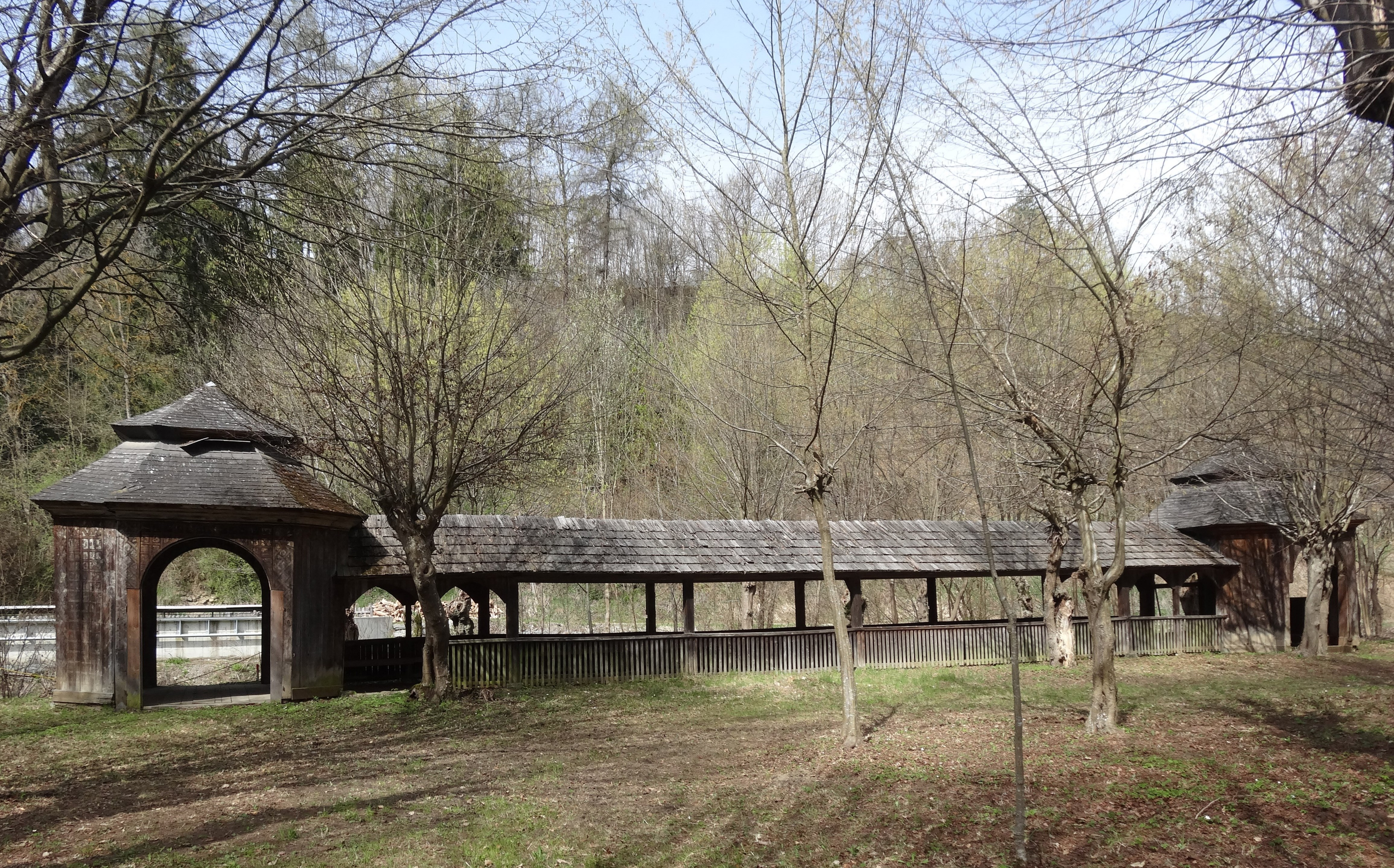
Die Kegelbahn im Park